# Бархатцы прямостоячие
Ба́рхатцы прямостоя́чие, или Ба́рхатцы африка́нские (лат. Tagétes erécta) — однолетнее травянистое растение; вид рода Бархатцы семейства Астровых. Центр происхождения — Центральная Америка, в диком виде произрастает в Центральной и Южной Америке. Как декоративное растение широко распространено во всех климатических зонах. По современной классификации в состав вида включаются также бархатцы мелкоцветные или раскидистые, ранее считавшиеся самостоятельным таксоном.

## Ботаническое описание

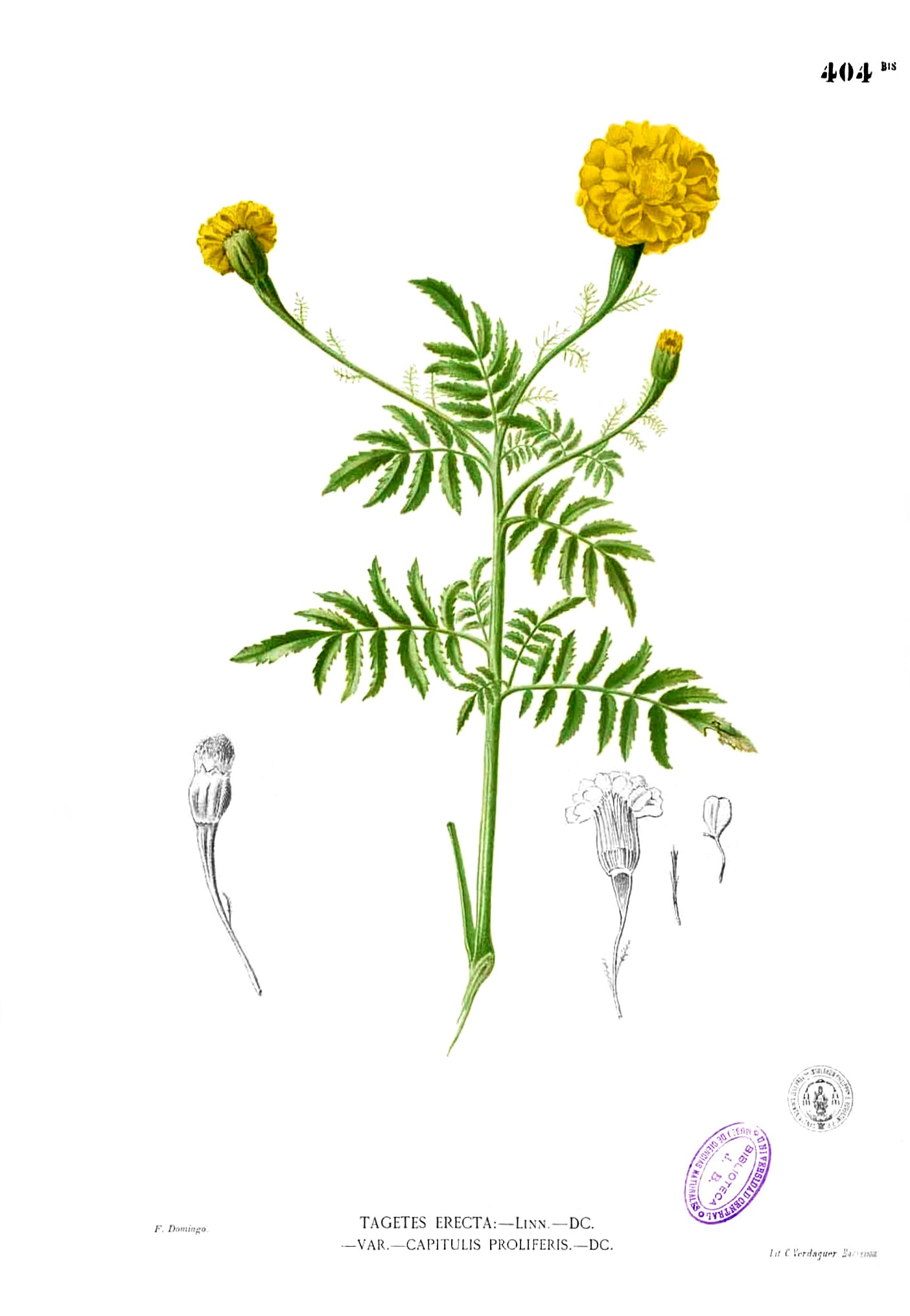
Бархатцы прямостоячие.

Однолетнее травянистое растение. Корневая система мочковатая. Стебель прямостоячий, раскидистый, 20—80 см высотой.
Листья очерёдные, перисторассечённые или перисто-раздельные, зубчатые, от светло-зелёных до тёмно-зелёных.
Соцветия — простые или махровые, жёлтые или оранжевые корзинки, одиночные, на длинных цветоносах, 3—10 см длиной.

## Распространение и экология
Естественная среда обитания — сосново-дубовые леса Мексики с низкой влажностью.
Встречается в дикорастущем виде в южных штатах США как сорное растение; занимает нарушенные местообитания.
В некоторых регионах России интродуцированные в качестве садовых растения натурализовались и встречаются в дикой природе. По данным БИН РАН бархатцы прямостоячие и б. раскидистые включены в атлас растений Ленинградской области.

## Применение
Широко используется как декоративное растение. Отличается устойчивостью к антропогенному загрязнению и поэтому хорошо подходит для озеленения городских территорий.
Бархатцы способны аккумулировать тяжёлые металлы, что позволяет их использовать при фиторемедиации загрязнённых почв.
Используется для получения пищевых красителей жёлтого и оранжевого цвета, а также как сырьё для получения биологически активных веществ.
В Мексике являются основным цветком Дня мёртвых.

### Применение у ацтеков
В своём фундаментальном произведении «Общая история дел Новой Испании» (1547—1577) Бернардино де Саагун, опираясь на знания ацтеков о свойствах растений, привел различные сведения о бархатцах прямостоячих, в частности о том, что:

Эти цветы, называющиеся семпоальшучитль, желтые и с приятным ароматом, широкие и красивые, а другие, засеваемые на огородах, двух видов: одни, которые называют семпоальшучитль, женского пола, и они крупные и красивые, а другие, называемые семпоальшучитль, мужского пола, они не такие красивые и не такие крупные.

## Классификация

### Таксономия[2]
Tagetes erecta L., 1753, Sp. Pl. : 887
Вид Бархатцы прямостоячие относится к роду Бархатцы семейства Астровые (Asteraceae) порядка Астроцветные (Asterales). Кладограмма в соответствии с Системой APG IV по состоянию на июнь 2023 года:
|  |                                      |  |                                   |                                   |                    |  | ещё 10 семейств | ещё 10 семейств |                       |  |  |  | еще 51 подтвержденный вид и 56 таксонов, ожидающих подтверждения |
|  |                                      |  |                                   |                                   |                    |  | ещё 10 семейств | ещё 10 семейств |                       |  |  |  | еще 51 подтвержденный вид и 56 таксонов, ожидающих подтверждения |
|  |                                      |  |                                   | порядок Астроцветные              |                    |  |                 |                 | род Бархатцы          |  |  |  |                                                                  |
|  |                                      |  |                                   | порядок Астроцветные              |                    |  |                 |                 | род Бархатцы          |  |  |  |                                                                  |
|  | отдел Цветковые, или Покрытосеменные |  |                                   |                                   | семейство Астровые |  |                 |                 | Бархатцы прямостоячие |  |  |  |                                                                  |
|  | отдел Цветковые, или Покрытосеменные |  |                                   |                                   | семейство Астровые |  |                 |                 |                       |  |  |  |                                                                  |
|  |                                      |  | ещё 63 порядка цветковых растений | ещё 63 порядка цветковых растений |                    |  |                 | ещё 1787 родов  | ещё 1787 родов        |  |  |  |                                                                  |
|  |                                      |  |                                   | ещё 63 порядка цветковых растений |                    |  |                 |                 | ещё 1787 родов        |  |  |  |                                                                  |

### Синонимы
- Tagetes corymbosa  Sweet
- Tagetes elongata  Willd.
- Tagetes elongata var. elongata
- Tagetes erecta var. erecta
- Tagetes excelsa  Soule
- Tagetes heterocarpha  Rydb.
- Tagetes major  Gaertn.
- Tagetes patula  L.
- Tagetes patula f. patula
- Tagetes patula var. patula
- Tagetes peduncularis  Lag.
- Tagetes remotiflora  Kunze
- Tagetes tenuifolia  Kunth
- Tagetes tenuifolia  Millsp.